# فورني دي سوتو
فورني دي سوتو هي كومونا تقع في مقاطعة أوديني، إيطاليا.